# Aethionema cordatum
Aethionema cordatum là một loài thực vật có hoa trong họ Cải. Loài này được (Desf.) Boiss. mô tả khoa học đầu tiên năm 1867.